# Città d'asfalto
Città d'asfalto (Black Flies) è un film del 2023 diretto da Jean-Stéphane Sauvaire.
La pellicola, con protagonisti Sean Penn e Tye Sheridan, è l'adattamento cinematografico del romanzo di Shannon Burke I corpi neri (2008). È stata presentata in concorso al 76º Festival di Cannes.

## Trama
Ollie Cross, giovane paramedico alle prime armi del Dipartimento dei Vigili del Fuoco di New York (FDNY), si trova coinvolto nel caotico intervento successivo a una sparatoria tra gang. Dopo aver soccorso un ferito al piede, viene indirizzato verso una vittima in condizioni critiche. Il veterano Gene Rutkovsky guida Cross nel tentativo di stabilizzare il paziente, che tuttavia muore durante il trasporto in ambulanza. Il giorno seguente, Cross e Rutkovsky intervengono per il morso di cane a un bambino, in un contesto teso presso una palestra di quartiere. Cross cerca di calmare la situazione portando via l’animale, ma un uomo lo minaccia con un’arma da fuoco e uccide il cane. In seguito, Cross subisce abusi verbali da parte di un tossicodipendente trasportato in ospedale, e partecipa a un’intubazione tracheale d’emergenza in una macelleria.
Cross confida a Rutkovsky di vivere in un piccolo appartamento con due coinquilini, mentre studia per ripetere il test d’ammissione alla facoltà di medicina (MCAT). Si infuria quando scopre che Lafontaine ha messo il cane morto nel suo armadietto. Esce in un club e inizia una relazione con Clara. Rutkovsky riesce a rianimare con successo un paziente e scherza con una donna anziana ubriaca. Cross rivela di aver assistito da bambino alla morte della madre, suicidatasi nella vasca da bagno. Rutkovsky racconta che il lavoro eccessivo ha compromesso i suoi matrimoni e che fu tra i soccorritori dell’11 settembre.
Durante un intervento per una donna caduta, i due paramedici si trovano di fronte a un chiaro caso di violenza domestica. L’aggressività del marito quasi provoca uno scontro fisico, evitato dall’arrivo della polizia. Rutkovsky viene denunciato per aver colpito accidentalmente un agente e prende un congedo per passare del tempo con la figlia Sylvie prima che la ex moglie si trasferisca con lei fuori città. Cross, ora affiancato da Lafontaine, scopre da solo un cadavere in decomposizione nella vasca da bagno di un appartamento fatiscente, un’esperienza che mina la sua relazione con Clara.
Al rientro di Rutkovsky, i due rispondono a una chiamata da un centro di accoglienza per una donna in travaglio. Tuttavia, trovano Nia priva di sensi dopo aver partorito prematuramente sotto l’effetto dell’eroina. Rutkovsky afferma che il neonato è nato morto e lo porta via mentre Cross si occupa della madre. Al risveglio, Nia spiega di aver assunto droga solo per alleviare il dolore del parto. Un secondo team di paramedici giunge sul posto, trova il neonato e riesce a rianimarlo. Cross copre Rutkovsky durante il colloquio con i superiori, riceve una reprimenda, mentre Rutkovsky viene sospeso.
Il giorno dopo, gang locali ostacolano Cross e Lafontaine durante un intervento. In ambulanza, Lafontaine scopre della droga sul paziente e gli spegne l’ossigeno, sostenendo che spetta a loro decidere chi debba sopravvivere. Cross riattiva il flusso e protesta, mentre Lafontaine insinua che Rutkovsky condivida la stessa mentalità. Più tardi, durante un rapporto sessuale, Cross aggredisce Clara, che pone fine alla loro relazione. Lafontaine propone di pestare un giovane spacciatore, ma Cross colpisce invece lui, ricevendone un incoraggiamento.
Distratto dai traumi vissuti, Cross affronta nuovamente l’MCAT. Incontra Rutkovsky e i due discutono sulla pratica di negare le cure ai pazienti. Rutkovsky lo accusa di codardia, mentre Cross ribatte che privare qualcuno delle cure equivale a un omicidio. Affiancato al collega Verdis, Cross interviene per un ragazzo colpito da crisi epilettiche, ma il padre religioso rifiuta le cure. Verdis ricorda a Cross l’importanza del sostegno reciproco in un lavoro tanto logorante. Più tardi, vengono chiamati all’indirizzo di Rutkovsky, dove lo trovano morto suicida. Cross crolla emotivamente e deve essere trattenuto dai colleghi.
Un anno dopo, Cross visita Nia in un centro di riabilitazione e si scusa per non aver fatto ciò che era giusto. Lavora ancora come paramedico e, infrangendo il protocollo, entra in un edificio in fiamme per salvare una bambina, riuscendo a intubarla e portarla in salvo.

## Produzione
Il regista Jean-Stéphane Sauvaire si è interessato al romanzo nel 2018. Il progetto è stato annunciato nel febbraio del 2019 con protagonisti Mel Gibson e Sheridan. Nel febbraio 2021, Penn ha rimpiazzato Gibson nel ruolo di Gene. Le riprese sono cominciate a New York tre mesi dopo e sono durate 23 giorni.

## Distribuzione
Il film è stato presentato in anteprima il 18 maggio 2023 in concorso al 76º Festival di Cannes. Il film avrebbe dovuto essere distribuito negli Stati Uniti da Open Road Films, ma nel gennaio 2024 è stato acquisito dalla Vertical e Roadside Attractions, che l'hanno rinominato Asphalt City e l'hanno distribuito nelle sale cinematografiche statunitensi a partire dal 29 marzo 2024. In Italia il film è stato distribuito da Vertice 360 il 23 gennaio 2025, con il titolo Città d'asfalto.

## Riconoscimenti
- 2023 – Festival di Cannes[4]
  - In concorso per la Palma d'oro